# Liste von Malern/M
Die folgende Liste führt möglichst umfassend die Namen von Malern aller Epochen auf.
Die Liste ist soweit vorhanden alphabetisch nach Nachnamen geordnet. Eine weitere Liste der Notnamen enthält namentlich nicht bekannte Meister.

## Ma...
Ma Yuan (1160–1225), China
Maar, Dora (1907–1997), Frankreich
Mabuse, Jan (1470–1541)
Macbeth, James (1847–1891)
Macbeth, Norman (1821–1888)
Macbeth, Robert (Walker) (1848–1910)
Macbeth-Raeburn, Henry (1860–1947)
Maccari, Cesare (1840–1919)
MacDonald Mackintosh, Margaret (1864–1933)
Machek, Antonin (1775–1844)
Machuca, Pedro (ca. 1490–1550), Spanien
Machul, Stan (* 1956)
Macke, August (1887–1914)
Macke, Helmuth (1891–1936)
Mackensen, Fritz (1866–1953), Deutschland
Mackesy, Charlie (* 1962), England
Maclise, Daniel (1806–1870)
Mader Georg (1824–1881)
Mader, Joseph (1905–1982)
Maderna, Carlo (1556–1629)
Mades, Georg Eberhard (1841–1919)
Mades, Georg Michael (1810–1890)
Madrazo y Agudo, José de (1781–1859), Spanien
Madrazo y Kuntz, Federico de (1815–1894), Spanien
Maelwael, Johan (1365/70–1415)
Maes, Nicolaes (1634–1693), Niederlande
Maetzel, Emil (1877–1955)
Maetzel-Johannsen, Dorothea (1886–1930)
Maffei, Francesco (* um 1600–1660), Italien
Mager, Herbert (1888–1979)
Mägi, Konrad (1878–1925), Estland
Magnasco, Alessandro (1667–1749), Italien
Magnus, Eduard (1799–1872)
Magritte, René (1898–1967)
Mahler, Sepp (1901–1975)
Mahringer, Anton (1902–1974)
Mahu, Cornelis (1613–1689)
Maier, Conny (* 1987)
Maillol, Aristide (1861–1944), Frankreich
Maíno, Juan Bautista (1581–1649)
Mairwöger, Gottfried (1951–2003)
Majer, Wolfgang Dietrich (1698–1762)
Majerus, Michel (1967–2002)
Makart, Hans (1840–1884)
Makowskaja, Alexandra (1837–1915), Russland
Makowski, Alexander (1869–1924), Russland
Makowski, Konstantin (1839–1915), Russland
Makowski, Nikolai (1842–1886), Russland
Makowski, Tadeusz (1882–1932), Polen
Makowski, Wladimir (1846–1920), Russland
Makowski, Zbigniew (* 1930), Polen
Maksutaj, Yelena (* 1981), Schweiz, Malerin, Grafikerin
Malaval, Robert (1937–1980), Frankreich
Malchin, Carl (1838–1923)
Malczewski, Jacek (1854–1929), Polen
Maldarelli, Federico (1826–1893)
Malerba, Gian Emilio (1880–1926)
Mälesskircher, Gabriel (um 1425/30–um 1495)
Malewitsch, Kasimir (1879–1935)
Malfatti, Anita (1889–1964), Brasilien
Mali, Christian (1832–1906), Deutschland
Mali, Johannes Cornelis Jacobus (1828–1865), Niederlande/Deutschland
Malinconico, Andrea (1635–1698), Italien
Malinconico, Nicola (1663–1727), Italien
Malinovsky, Lise (* 1957)
Maljawin, Filipp Andrejewitsch (1869–1940), Russland/Frankreich
Mallo, Maruja (1902–1995), Spanien/Argentinien
Malura, Oswald (1906–2003)
Mama Baer (* 1981)
Mammen, Jeanne (1890–1976)
Mancini, Antonio (1852–1930)
Mander, Karel van (1548–1606), Flandern
Mandyn, Jan (1500/02–1559/60), Flandern
Manes Antonin (1784–1843), tschechischer Maler und Zeichner des Romantismus
Manes, Josef (1820–1871), tschechischer Maler und Vertreter der Romantik
Manes, Quido (1828–1880), tschechischer Maler
Manessier, Alfred (1911–1993)
Manet, Édouard (1832–1883), Frankreich
Manet, Julie (1878–1966), Frankreich
Manetti, Domenico (1609–1663), Italien
Manetti, Rutilio (1571–1639), Italien
Manfredi, Bartolomeo (1582–1622)
Mang der Ältere, Balthasar (1720–1803)
Manguin, Henri Charles (1874–1949)
Mannlich, Conrad (1700–1758)
Mannlich, Johann Christian von (1741–1822)
Manrique, César (1919–1992)
Mantegna, Andrea (1431–1506)
Manuel, Niklaus (um 1484–1530)
Mařák, Julius (1832–1899), tschechischer Landschaftsmaler zwischen Romantik und Realismus
Maratta, Carlo (1625–1713), Italien
Marc, Franz (1880–1916)
Marc, Maria (1876–1955)
Marc, Wilhelm (1839–1907)
Marca-Relli, Conrad (1913–2000)
Marchand, Jean (1883–1940)
Marchini, Giovanni Francesco (1672–1745), Italien
Marcinkevicius, Vilmantas (* 1969)
Marcoussis, Louis (1878–1941), französischer Maler jüdisch-polnischer Herkunft
Marcovaldo, Coppo di (um 1225–um 1276), Italien
Marczyński, Adam (1908–1985)
Mardner-Klaas, Mietze (Maria?) (1884–?), deutsche Malerin
Marées, Charles von (* 1946), Deutschland
Marées, Hans von (1837–1887)
Marées, Horst de (1896–1988)
Marfaing, André (1925–1987)
Marieschi, Michele (1710–1744)
Marin, John (1870–1953)
Maris, Jacob, Matthijs und Willem (19. Jahrhundert)
Markó der Ältere, Károly (1791–1860), ungarischer Landschaftsmaler
Markó der Jüngere, Károly (1822–1891), ungarischer Landschaftsmaler
Marlier, Fritz (1901–?)
Marlier, Philippe de (um 1600–)
Máro, Antonio (* 1928), Peru
Maroger, Jacques (1884–1962)
Maroli, Domenico (1612–1676), Italien
Maron, Anton von (1731–1808), österreichischer Maler
Maron, Theresa Concordia (1725–1806), deutsche Malerin
Marquant, Peter (* 1954)
Marquet, Albert (1875–1947)
Marr, Carl von (1858–1936)
Marra, Antonio (* 1959), Italien
Marrel, Jacob (1614–1681)
Marseus van Schrieck, Evert (1614/17–1681)
Marseus van Schrieck, Otto (1619/20–1678)
Marsh, Reginald (1898–1954), USA
Marshall, Benjamin (1768–1835), Großbritannien
Marshall, James (1838–1902), Niederlande/Deutschland
Marstrand, Vilhelm (1810–1873), Dänemark
Marten, Norbert (* 1953)
Martí i Alsina, Ramon (1826–1894), Spanien
Martin, Elias (1739–1818), Schweden
Martin, Fritz (1909–1995)
Martin. Jean-Baptiste (1659–1735), Frankreich
Martin, Kenneth (1905–1984)
Martin, Mary (1907–1969)
Martin, Pierre Denis (1663–1742)
Martini, Johannes (1866–1935)
Martini, Simone (1284–1344)
Martinsen, Helmut (1903–1982)
Martinsen, Karl (1899–1960)
Martorana, Gioacchino (1736–1779)
Marullo, Giuseppe (ca. 1605-1610–1685), Italien (Neapel)
Maruyama Ōkyo (1733–1795), Japan
Marx, Carl (1911–1991)
Marx, Karl (1929–2008)
Marxen, Herbert (1900–1954)
Marxer, Hugo (* 1948)
Masaccio, Tommaso (1401–1428)
Maschkow, Ilja (1881–1944)
Masereel, Frans (1889–1972)
Masolino da Panicale (1383–1447)
Mason, Frank (* 1921)
Masson, André (1896–1987)
Massot, Firmin (1766–1849), Schweizer Porträt- und Genremaler
Masucci, Agostino (1690–1768), Italien
Massys, Jan (≈1509–1575)
Massys, Quentin (≈1466–1530)
Matejka, Peter (1913–1972)
Matejko, Jan (1838–1893), Polen
Mathauser, Jaroslav (1881–1965)
Mathauser, Josef (1846–1917)
Mathauser, Julius (1857–1885)
Matisse, Henri (1869–1954)
Matsch, Franz (1861–1942)
Matsumura Goshun (1752–1811), Japan
Matsuura, Hiroyuki (* 1964)
Mattei, Antonio (1900–1956)
Matthäi, Friedrich (1777–1845), Deutschland
Mattheuer, Wolfgang (1927–2004)
Matthieu, David (1697–1756)
Matthieu, Georg David (1737–1778)
Matthieu, Leopold (1748–1778)
Mattis-Teutsch, János (1884–1960)
Maulbertsch, Franz Anton (1724–1796)
Maurer, Alfred (1868–1932), USA
Mauve, Anton (1838–1888), Niederlande
Mauzaisse, Jean Baptiste (1784–1844)
Mavignier, Almir (1925–2018)
Max, Columbus (1877–1970)
Max, Corneille (1875–1924)
Max, Gabriel von (1840–1915)
Maxellon, Joanna (* 1969)
May, Peter (* 1926), Österreich, Deutschland
May, Peter (* 1952), Deutschland
Mayer, Constance (1775–1821), Frankreich
Mayer, Jeremias (1735–1789)
Mayerl, Willibald (1896–1977)
Mayrshofer, Max (1875–1950)
Mazzolino, Lodovico (1478–1528), Italien
Mazzoni, Sebastiano (1611–1678), Italien
Mazzucchelli, Pier Francesco, bekannt als Morazzone (1573–um 1625), Italien

## Mc...
McAllister, Justin (* 1979)
McCallum, Steven (* 1951)
McEwen, Adam (* 1965)
McGarrell, James (1930–2020)
McKenzie, Lucy (* 1977)
McLaughlin, Jerry (* 1925)
McLean, Richard (1934–2014), USA

## Me...
Meerson, Olga Markowa (1880–1930)
Meffert, Carl (1903–?)
Mehretu, Julie (* 1970)
Mei, Bernardino (1612–1676), Italien
Meichelt, Christian (1776–um 1840), Deutschland
Meichelt, Heinrich (1805–1880), Deutschland
Meidner, Ludwig (1884–1966)
Meindl, Albert (1891–1967), Österreich
Meissonier, Jean-Louis-Ernest (1815–1891)
Meister von … / Meister des .. (mittelalterliche Maler mit Notnamen)
Meistermann, Georg (1911–1990)
Meitner, Jiří (* 1958), Tschechien
Meixner, Franz Xaver von (tätig um 1809–1830)
Melani, Fernando (1907–1985)
Melcher, Gustav (1878–1966)
Melchert, Jim (1930–2023), USA
Meléndez, Miguel Jacinto (1679–1734), Spanien
Meliori, Francesco siehe: Migliori, Francesco (um 1670–nach 1736), Italien (Venedig)
Mellerup, Tage (1911–1988) Dänemark
Melzer, Moriz (1877–1966)
Melzi, Francesco (um 1491/92 bis um 1570)
Memling, Hans (um 1430/40–1494)
Memmi, Lippo (belegt 1285–1357), Italien
Mendelson, Marc (1915–2013), Belgien
Mendoza y Amor Flores, Benjamin (1933–2014), Bolivien
Mengelberg, Otto (1817–1890)
Mengs, Anton Raphael (1728–1779)
Mengs, Ismael (1688–1764)
Menken, Johann Heinrich (1766–1838)
Menn, Barthélemy (1815–1893)
Mennicke, Gustav (1899–1988), Deutschland
Mense, Carlo (1886–1965)
Menzel, Adolph von (1815–1905)
Mercier, Charlotte (1738–1762), Frankreich
Mercier, Philippe (1689–1760), Frankreich
Mercurio, Gaetano (um 1730–1790), Italien
Merritt, Anna Lea (1844–1930), USA
Merse, Pál Szinyei (1845–1920), Ungarn
Merson, Luc-Olivier (1846–1920), Frankreich
Mertens, Hans (1906–1944)
Merveldt, Hanns Hubertus Graf von (1901–1969)
Merwart, Ludwig (1913–1979), Österreich
Merz, Joseph Anton (1681–1750)
Mesdag, Hendrik Willem (1831–1915)
Mesquida i Munar, Guillem (1675–1747), Spanien
Messagier, Jean (1920–1999), Frankreich
Messen-Jaschin, Youri (* 1941)
Messina, Antonello da (um 1430–1479)
Metcalf, Willard Leroy (1858–1925)
Metsu, Gabriel (1629–1667)
Mettini, Zoro (* 1949)
Metz, Innozenz, (* um 1640–1724)
Metzel, Olaf (* 1952)
Metzenmacher, Ralf (1964–2020), Retro-Art
Metzinger, Jean (1883–1956)
Metzkes, Harald (* 1929)
Meuron, Maximilien de (1785–1868), Schweiz
Meyboden, Hans (1901–1965)
Meyer, Claus (1856–1919), Deutschland
Meyer, Ernst (1797–1861), Dänemark
Meyer, Felix (1653–1713), Schweiz
Meyer, Heinrich (1760–1832), Schweiz
Meyer, Matthias Johann († 1737)
Meyer, Rudolf (1605–1638)
Meyer, Rudolf (1803–1857)
Meyer-Amden, Otto (1885–1933)
Meyer-Eberhardt, Kurt (1895–1977)
Meyer-Moringen, Helen (1898–1965)
Meyer-Vax, Walter (1905–1942)
Meyerheim, Franz (1838–1880)
Meyerheim, Friedrich Eduard (1808–1879)
Meyerheim, Paul Friedrich (1842–1915)
Meynier, Charles (1763–1832), Frankreich
Meytens, Martin van  (eigentl. Mytens) der Jüngere (1695–1770), Hofmaler in Wien

## Mi...
Mi Fu (1051–1107), China
Michallon, Achille Etna (1796–1822), Frankreich
Michałowski, Piotr (1800–1855), Polen
Michelangelo (vollständiger Name Michelangelo Buonarroti; 1475–1564)
Michelangelo del Campidoglio, eigtl. Michele Pace (1625–1669), Italien (Rom)
Mieghem, Eugeen Van (1875–1930)
Mielich, Hans (1516–1573)
Mierevelt, Michiel van (1567–1641)
Mieris der Ältere, Frans van (1635–1681)
Mieris der Jüngere, Frans van, (1689–1763)
Migliori, Francesco (auch Meliori; um 1670–nach 1736), Italien (Venedig)
Mignard, Nicolas (1606–1668), Frankreich
Mignard, Pierre (1612–1695), Frankreich
Mignon, Abraham (1640–1679)
Mihes, Julie (1786–1855)
Mijtens, siehe unter: Mytens
Mikines, Sámal Joensen (1906–1979)
Milde, Carl Julius (1803–1875)
Mildorfer, Josef Ignaz (1719–1775)
Milhazes, Beatriz (* 1960), Brasilien
Millais, John Everett (1829–1896), Großbritannien
Miller, Carmen (* 1977)
Miller, Sue
Millet, Jean-François (1814–1875)
Milovanović, Milan (1876–1946), Serbien/Jugoslawien
Miloslawska, Alina (* 1959), Polen
Minassian, Leone (1905–1978)
Mind, Gottfried (1768–1814), Schweiz
Ming, Ju (* 1938)
Minichino, Gina (* 1968)
Miotte, Jean (1926–2016), Frankreich
Mirbel, Aimée-Zoë de (1796–1849), Frankreich
Miró, Joan (1893–1983)
Mischke, Mischke (1944–2022)
Mitani, Aureliano (1675–1749), Italien
Mitchell, Joan (1925–1992), USA
Mitjens, Jan (1613/14–1670)
Mitschke-Collande, Constantin von (1884–1956)
Mitzlaff, Erhart (1916–1991)
Mix, Wilfried (* 1955)

## Mo...
Möbius, Max (1901–1978)
Modde, Maximilian (1862–1933)
Modersohn, Christian (1916–2009)
Modersohn, Otto (1865–1943)
Modersohn-Becker, Paula (1876–1907)
Modigliani, Amedeo (1884–1920)
Moeller, Karl-Heinz (1950–2020)
Mogilewskij, Alexander (1885–1980)
Mohalyi, Yolanda (1909–1978), Ungarn, Brasilien
Moholy-Nagy, László (1895–1946)
Mohorović, Orlando (1950–2018)
Mohr, Alexander (1892–1974)
Mohrbutter, Alfred (1867–1916), Deutschland
Mohr, Arno (1910–2001)
Moilliet, Louis (1880–1962)
Moillon, Isaac (1614–1673)
Moillon, Louise (1610–1696)
Mola, Pier Francesco (1612–1666), Italien
Molenaer, Jan Miense (1605–1668)
Molenkamp, Charlotte (* 1955)
Molinari, Antonio (1655–1704), Italien
Molinari, Guido (1933–2004)
Molitor, Martin von (1759–1812)
Moll, Bernhard Albrecht (1743–1788)
Moll, Carl (1861–1945)
Moll, Marg (1884–1977)
Moll, Oskar (1875–1947)
Mollenhauer, Ernst (1892–1963)
Möller, Anton (um 1563–1611)
Möller, Christiane Caroline (* 1965), Deutschland
Möller, Otto (1883–1964)
Möller, Rudolf (1881–1967)
Möllers, Karl (* 1953)
Moltke, Harald (1871–1960), Dänemark
Molzahn, Friedrich-Wilhelm (* 1960)
Molzahn, Johannes (1892–1965)
Momaday, N. Scott (1934–2024)
Momper, Joos de (1564–1635)
Monaco, Lorenzo (ca. 1370–1425)
Monamy, Peter (1681–1749), Großbritannien
Mondrian, Pieter Cornelis (1872–1944)
Monet, Claude (1840–1926)
Monjau, Franz (1903–1945)
Monnoyer, Antoine (1677–1747), Frankreich
Monnoyer, Jean-Baptiste, gen. Baptiste (1636–1699), Frankreich
Montagni, Vega (* 1980), Italien
Monti, Eleonora (1727–nach 1760), Italien
Monti, Francesco (1683/85–1768), Italien
Montigny, Jenny (1875–1937), Belgien
Moog, Pitt (1932–2017), Deutschland
Moor, Carel de (1655–1738), Niederlande
Moor, Henrik (1876–1940)
Moortgat, Achilles (1881–1957)
Mooser, Martin (1910–2008)
Mor, Anthonis (1512–1577)
Morach, Otto (1887–1973)
Moralis, Yannis (1916–2009)
Moras, Walter (1856–1925)
Morazzone, eigtl. Pier Francesco Mazzucchelli (1573–um 1625), Italien
Moreau, Gustave (1826–1898)
Moreau, Nikolaus (1805–1834), Österreich
Morel-Retz, Louis Pierre Gabriel Bernard (1825–1899), Frankreich
Morelli, Domenico (1826–1901)
Moreni, Mattia (1920–1999), Italien
Moreno Carbonero, José (1860–1942), Spanien
Moretto da Brescia (1498–1555)
Morgenstern, Johann Ludwig Ernst (1738–1819)
Morgner, Wilhelm (1891–1917)
Morin, Jean (um 1590–1650), Frankreich
Morisot, Berthe (1841–1895)
Moritz, Marie Elisabeth (1860–1925)
Morlotti, Ennio (1910–1992), Italien
Moroder-Lusenberg, Josef (1846–1939)
Morone, Francesco (1470–1529)
Moroni, Giovan Battista (1525–1578),
Morren, George (1868–1941), Belgien
Morris, George L.K. (1905–1975), USA
Morris, Hilda (1911–1991), USA
Morris Richard Allen (* 1933), USA
Morris, Sarah (* 1967), USA
Morris, William (1834–1896), Großbritannien
Morros, Felipe (1. Hälfte des 16. Jh.), Spanien
Morse, Samuel Finley Breese (1791–1872)
Mortensen, Richard (1910–1993), Dänemark
Mosbach, Gerd (* 1963)
Moser, Koloman (1868–1918), Österreich, Jugendstil
Moser, Kurt (1926–1982)
Moser, Lucas (um 1390–nach 1434)
Moser, Maria Anna (1758–1838), Österreich
Moser, Mary (1744–1819), Großbritannien
Moses, Edward (1926–2018), USA
Mössmer, Joseph (1780–1845), Österreich
Mota, Agostinho José da (1824–1878), Brasilien
Motesiczky, Marie-Louise von, (1906–1996), Österreich
Motherwell, Robert (1915–1991)

## Mu... bis My...
Mucchi, Gabriele (1899–2002), Italien
Mucha, Alfons (1860–1939), Maler, Plakatkünstler des Jugendstils
Muche, Georg (1895–1987)
Muchenberger, Patrik (* 1979), Schweizer Maler
Mücke, Heinrich (1806–1891), Deutschland
Mueller, Albert (1884–1963)
Mueller, Otto (1874–1930)
Mühlenbrink, Jochen (* 1980)
Mühlenen, Max Rudolf von (1903–1971)
Mühlenhaupt, Kurt (1921–2006)
Mühlenweg, Elisabeth (1910–1961), Österreich/Deutschland
Mühler, E.A. (1898–1968)
Muhr, Gotthard (1939–2013), Maler, Grafiker, Bildhauer
Mukhopadhyay, Binod Bihari (1904–1980)
Müller, Alex (* 1971)
Müller, Andreas (1811–1890), Deutschland
Müller, Andreas (1831–1901), Deutschland
Müller, Bertha Mathilde (1848–1937), Österreich
Müller, C. O. (eigentlich Carl Otto M.) (1901–1970), Deutschland, „Cezanne des Altmühltals“
Müller, Gerhard Kurt (1926–2019), Deutschland
Müller, Gustav Alfred (1895–1978)
Müller, Heinrich (1893–1976)
Müller, Heinz (1924–2007), Deutschland
Müller, Johann Friedrich, genannt Maler Müller (1749–1825)
Müller, Karl (1818–1893), Deutschland
Müller, Karl Josef (1865–1942)
Müller, Leopold Carl (1834–1892), Österreich
Müller, Ludwig (1729–1818)
Müller, Marie (1847–1935), Österreich
Müller, Morten (1828–1911)
Müller, Victor (1830–1871), deutscher Maler
Müller, Victor (1871–1951), österreichischer Maler
Müller-Gräfe, Ernst (1879–1954)
Müller-Hufschmid, Willi (1890–1966), Deutschland
Müller-Kaempff, Paul (1861–1941)
Müller-Löcke, Emmy (1859–1940), deutsche Malerin
Müller-Reinhart, Martin (1954–2009)
Multscher, Hans (1400–1467)
Mummert, Karl (1879–1964)
Munari, Cristoforo (1667–1720), Italien
Munch, Edvard (1863–1944)
Mundinger, Johannes (* 1982)
Münter, Gabriele (1877–1962)
Munz, Waltraud (* 1949)
Münze, Walter (1895–1978)
Münzer, Adolf (1870–1953)
Mura, Francesco de (1696–1782), Italien
Murakami, Takashi (* 1962), Japan
Muratori, Domenico Maria (1661–1744), Italien
Murdfield, Carl (1868–1944), Deutschland
Murillo, Bartolomé Esteban (1618–1682), Spanien
Murtić, Edo (1921–2005), kroatischer Maler
Muscat, Meta (1903–1978)
Mussini, Cesare (1804–1879)
Mutzenbecher, Franz (1880–1968)
Myers, Jerome (1867–1940), USA
Mytens, Aert (gen. Rinaldo Fiammingo; 1556–1601), Flame in Italien
Mytens, Daniel der Ältere (1590–1647), Niederländer in England; Neffe von Aert M.
Mytens, Isaac  (1602–1666), Niederlande; Neffe von Aert Mytens, Bruder von Daniel Mytens, Vater von Peter Martin van Mytens
Mytens, Jan (um 1614–1670), Niederlande; Neffe von Daniel und Isaac Mytens
Mytens, Martin van  (meistens: Meytens) der Jüngere (1695–1770), Hofmaler in Wien, Sohn von Peter Martin van M.
Mytens, Peter Martin van der Ältere (1648–1736), Niederlande